# 比维尔·拉德
比维尔·戈登·杜尔班·拉德（英語：Bevil Gordon D'Urban Rudd，1894年10月5日—1948年2月2日），南非前男子田径运动员。他曾获得1920年夏季奥运会田径比赛男子400米金牌、男子4×400米接力银牌和男子800米接力铜牌。